# Troides cuneifera
Espèce
Statut CITES
Troides cuneifera est une espèce de lépidoptères (papillons) de la famille des Papilionidae.

## Taxinomie
Troides cuneifera a été décrit par Charles Oberthür en 1879 comme une sous-espèce de Troides amphrysus, Troides amphrysus cuneifera.
Synonymes : Troides amphrysus cuneifera ; Rothschild, 1895; Troides cuneifer.

### Sous-espèces
- Troides cuneifera cuneifera; présent à Java.
- Troides cuneifera paeninsulae (Pendlebury, 1936); présent en Malaisie.
- Troides cuneifera sumatranus (Hagen, 1894); présent à Sumatra[1].
- Troides cuneifera tantalus Ehrmann, 1904, au nord de Bornéo, seuls un mâle et une femelle ont été trouvés[2].

## Description
Troides cuneifera est un grand papillon d'une envergure variant de 140 mm à 170 mm, aux ailes festonnées, dont la tête et le thorax sont noirs et l'abdomen jaune. Il existe un dimorphisme sexuel de couleur.
Les mâles ont les ailes antérieures noires aux veines discrètement soulignées de jaune, et les ailes postérieures jaunes à veines noires et ligne submarginale de chevrons noirs.
Les femelles, plus grandes que les mâles ont les ailes antérieures de couleur marron aux veines bordées de blanc, et les ailes postérieures jaunes veinées de marron, à bordure marginale marron et large bande submarginale formée de taches marron confluentes.

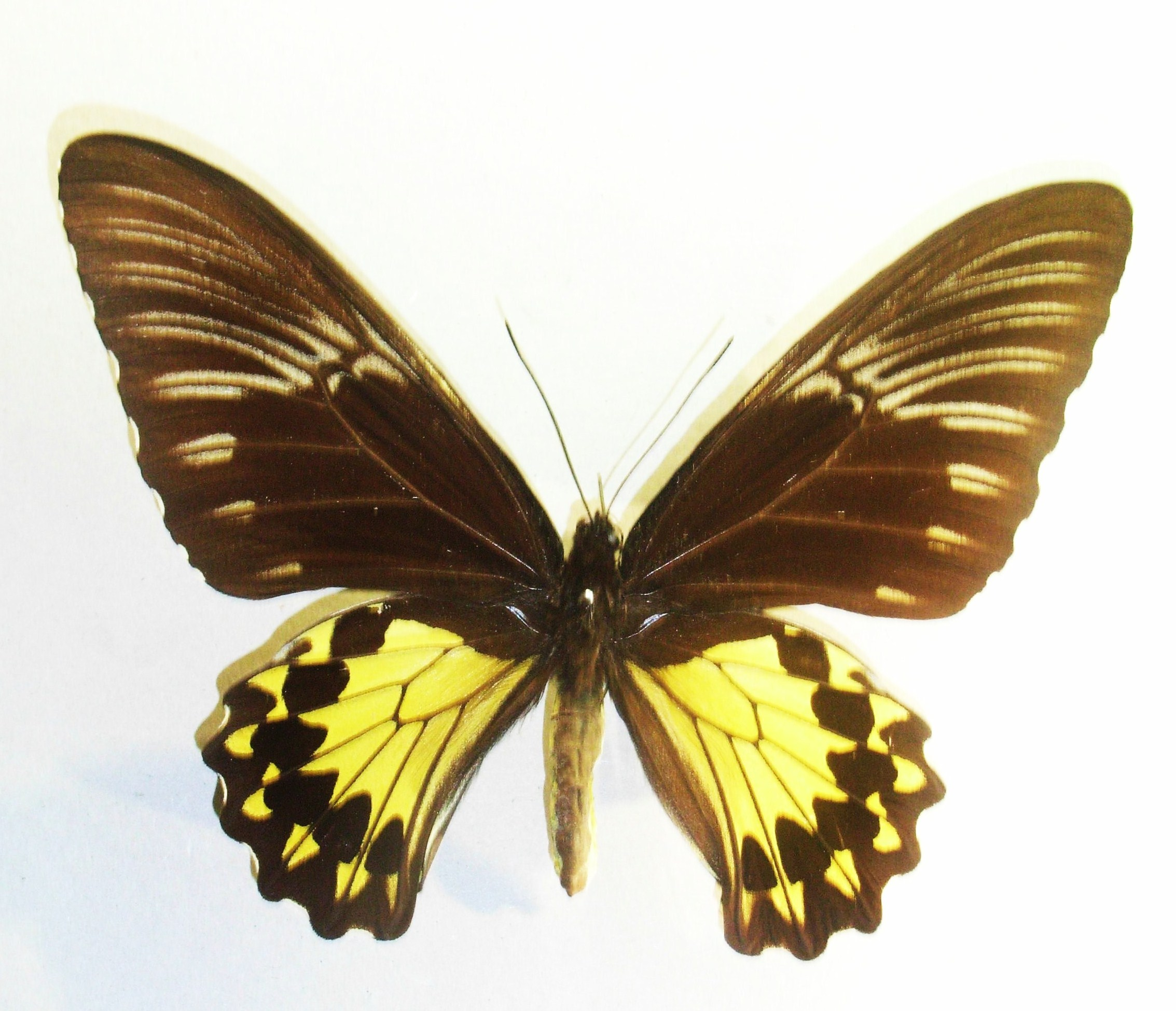
Troides cuneifera femelle

## Biologie

### Plantes hôtes
Les plantes hôtes de sa chenille sont des aristoloches, dont Aristolochia foveolata.

## Écologie et distribution
Troides cuneifera est présent en Malaisieet en Indonésie, à Java et à Sumatra.

### Biotope
Troides cuneifera réside dans la forêt primaire ou secondaire, en altitude à partir de 300 m et jusqu'à 2 000 m à Java.

### Protection
Troides cuneifera est protégé.